# الزينية (مركز)
مركز الزينية، مركز إداري مصري. يقع في شمال محافظة الأقصر الواقعة في جنوب جمهورية مصر العربية. مدينة الزينية عاصمة المركز.

## التقسيم الإداري
يضم المركز مدينة واحدة وهي مدينة الزينية عاصمة المركز، وكذلك يضم 5 وحدات محلية تضم 5 قرى رئيسية:
- الوحدة المحلية لقرية الزينية بحري.
- الوحدة المحلية لقرية الصعايدة.
- الوحدة المحلية لقرية العشي.
- الوحدة المحلية لقرية المدامود قبلي.
- الوحدة المحلية لقرية المدامود بحري.